# Horacio Rodríguez Plata
Horacio Rodríguez Plata (El Socorro, 19 de marzo de 1915 - Bogotá, 27 de agosto de 1987) fue un escritor y abogado colombiano.

## Biografía
Como escritor e historiador académico fue ampliamente conocido, realizó desde muy temprano un trabajo de divulgación histórica,su obra en el campo de la historia se enmarca en el área de la historiografía académica y documentalista, trabajo en las áreas de historia política de Santander, y del importante papel que tuvo el 
Socorro en el desarrollo y conformación de la república de Colombia, durante sus distintas etapas desde la colonia hasta la independencia, a bordo el tema del radicalismo  en la segunda mitad del siglo XIX, y sobre todo se consagró al estudio de la vida y obra del general Francisco de Paula Santander, prócer de la independencia de Colombia, su trabajo en el estudio de la historia se circunscribe en lo que para la primera mitad del siglo XX era la forma más común de abordar el estudio de la disciplina en Colombia, la historia académica. de profesión Abogado egresado de la  Universidad Libre, político por vocación de servicio. Hijo de José María Rodríguez Gutiérrez de Piñeres y doña María Plata Gómez. 
Ocupó activamente en la tertulia cultural, la política y la jurisprudencia en Colombia. Como Folclorista, pudo enumerar aspectos de la cultura santandereana, como catedrático de la Universidad Nacional de Colombia, contribuyó al desarrollo de los estudios históricos en Colombia, desde la docencia al abrir camino en la investigación histórica. 
Se desempeñó en distintos cargos de la administración pública, juez en Barrancabermeja, director de educación pública del Departamento de Santander, secretario de hacienda, secretario de gobierno departamento de Santander, Gobernador de Santander. Fundador de la Sociedad Santanderista de Colombia y fundador de la editorial Sucre.

## Premios y reconocimientos
- Miembro de número de la academia colombiana de historia.
- La biblioteca de la academia colombiana de historia lleva su nombre.
- Fundador del Colegio Avelina Moreno Uribe, del Socorro.[4]
- En el municipio del Socorro existe la Casa de la Cultura, Horacio Rodríguez Plata.

## Libros publicados
- Plata, Horacio Rodríguez (1969). El momento estelar en la campaña de Boyacá: homenaje de la Empresa Colombiana de Petróleos, ECOPETROL, a la mártir Antonia Santos Plata en el sesquicentenario de su sacrificio, julio 28 de 1969. Editorial Kelly. Consultado el 19 de enero de 2023.
- Rodríguez Plata, H. (1951). La Gobernación de Urabá y Provincia del Darién. Curso Superior de Historia. Academia.
- Plata, Horacio Rodríguez (1963). La antigua provincia del Socorro y la independencia. Publicaciones Editoriales Bogotá. Consultado el 19 de enero de 2023.
- Plata, Horacio Rodríguez (1968). La inmigración alemana al Estado Soberano de Santander en el siglo XIX: repercusiones socio-económicas de un proceso de transculturación. Editorial Kelly. Consultado el 19 de enero de 2023.
- Plata, Horacio Rodríguez (1976). Santander en el exilio: proceso, prisión, destierro, 1828-1832. Editorial Kelly. Consultado el 19 de enero de 2023.
- Plata, Horacio Rodríguez (1969). Antonia Santos Plata: genealogía y biografía. Editorial Kelly. Consultado el 19 de enero de 2023.
- Plata, Horacio Rodríguez (1958). José María Obando: íntimo (archivo, epistolario, comentarios). Editorial Sucre. Consultado el 19 de enero de 2023.
- Don Miguel de Santiestevan Juez de residencia del Virrey del Nuevo Reino de Granada,Don José Solis y Folch de Cardona.
- Plata, Horacio Rodríguez (1985). Aspectos del radicalismo en Colombia. Universidad Externado de Colombia. ISBN 978-958-616-043-8. Consultado el 19 de enero de 2023.
- Biografía de Manuel Plata Azuero.
- Plata, H. R., & López, A. L. (Eds.). (1970). Documentos sobre la Campaña Libertadora de 1819. Editorial Andes.
- Escritos sobre el General Santander. Imprenta y Publicaciones de las Fuerzas Militares. 1980. Consultado el 19 de enero de 2023.
- Rodríguez Plata, Horacio (Horacio). «A PROPÓSITO DE LA DEFENSA DE NARIÑO». Nuevas Lecturas de Historia. Consultado el 18 de enero de 2023.